# Прохоров, Николай Иванович (ректор)
Никола́й Ива́нович Про́хоров (род. в 1938 году) — кандидат философских наук, доцент, ректор Белгородского государственного педагогического института в 1989—1990 годах, филолог, философ

.

## Биография
- 1938 год — родился Николай Прохоров.
- 1958 — 1962 — учился на филологическом факультете Белгородского государственного педагогического института.
- 1971 — 1973 — первый секретарь обкома ВЛКСМ Белгородской области.
- 1974 — 1977 — аспирантура в ГДР, Берлин. Защита диссертации на немецком языке.
- 1977 — получил степень кандидата философских наук.
- 1989 — 1990 — занимал должность ректора Белгородского государственного педагогического института.